# Almirante Latorre (couraçado)
O Almirante Latorre foi um couraçado operado pela Armada do Chile e a primeira embarcação da Classe Almirante Latorre, seguido pelo Almirante Cochrane. Sua construção começou em novembro de 1911 nos estaleiros britânicos da Armstrong Whitworth e foi lançado ao mar em novembro de 1913. Foi comprado ainda incompleto pela Marinha Real Britânica em setembro de 1914 e renomeado HMS Canada, sendo comissionado em outubro do ano seguinte. Era armado com uma bateria principal composta por dez canhões de 356 milímetros montados em cinco torres de artilharia duplas, tinha um deslocamento carregado de 32 mil toneladas e alcançava uma velocidade máxima de 22 nós.
O Canada entrou em serviço no meio da Primeira Guerra Mundial e passou a maior parte do conflito realizando treinamentos e patrulhas junto com a Grande Frota, mas participou em 1916 da Batalha da Jutlândia. Foi descomissionado em março de 1919 após o fim do conflito e comprado no ano seguinte de volta pelo Chile, sendo renomeado para seu nome original Almirante Latorre. Pelas décadas seguintes serviu sem grandes incidentes, com exceção de um motim fracassado em 1931. Foi tirado de serviço ativo durante a Grande Depressão e depois patrulhou o litoral chileno durante a Segunda Guerra Mundial. Ele foi descomissionado em outubro de 1958 e desmontado no ano seguinte.

## Características

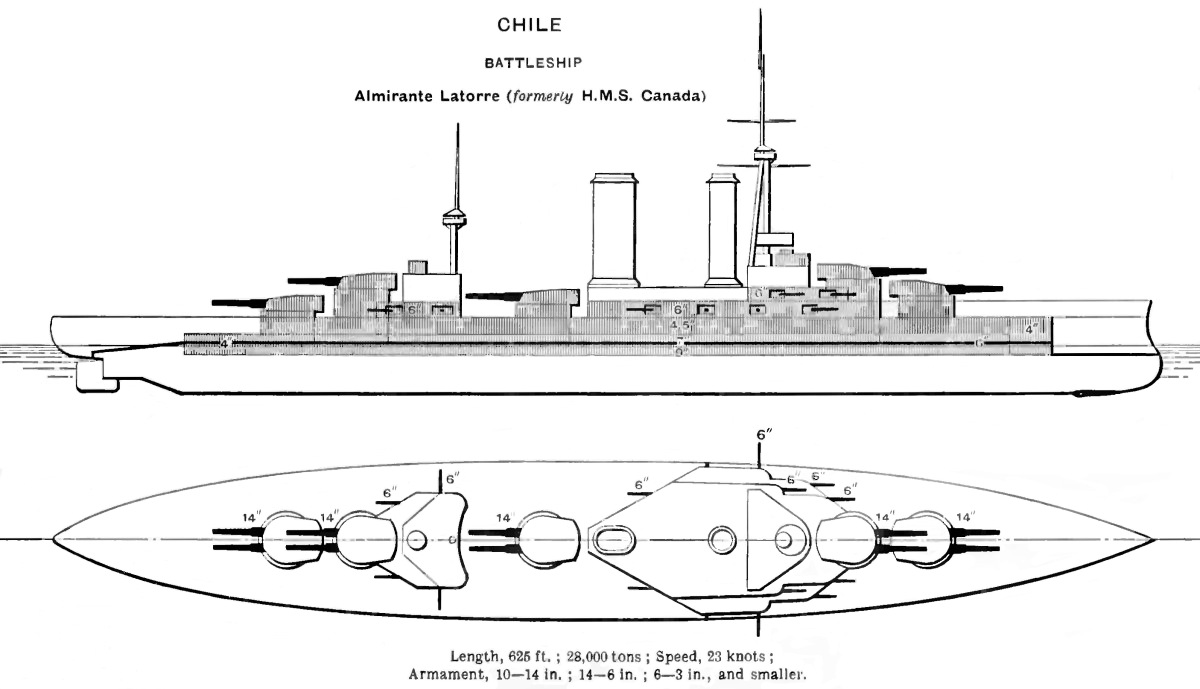
Desenho do Almirante Latorre

O Brasil encomendou novos e poderosos couraçados dreadnought em 1907, algo que chocou outros países da América do Sul. A Argentina decidiu responder encomendando novos couraçados próprios para fazer frente aos brasileiros. O Chile, diante de seus dois rivais regionais adquirindo novos navios, respondeu pedindo propostas de estaleiros estadunidenses e europeus para couraçados que seriam mais poderosos que aqueles de brasileiros e argentinos. O projeto da Classe Almirante Latorre era muito semelhante aos couraçados britânicos da Classe Iron Duke.
O Almirante Latorre tinha 201,5 metros de comprimento de fora a fora, uma boca de 28,2 metros e um calado médio de 8,8 metros. Seu deslocamento padrão era de 28,6 mil toneladas e o deslocamento carregado de 32 120 toneladas. Seu sistema de propulsão era composto por 21 caldeiras Yarrow que alimentavam quatro conjuntos de turbinas a vapor Brown–Curtis e Parsons, cada um girando uma hélice. A potência indicada era de 37,5 mil cavalos-vapor (27,6 mil quilowatts) para uma velocidade máxima de 22 nós (41 quilômetros por hora). Podia carregar até 3,3 mil toneladas de carvão e 520 toneladas de óleo combustível, o que proporcionava uma autonomia teórica de 4,4 mil milhas náuticas (8,1 mil quilômetros) a dez nós (dezenove quilômetros por hora).
O armamento principal consistia em dez canhões calibre 45 de 356 milímetros montados em cinco torres de artilharia duplas, duas sobrepostas à vante, duas sobrepostas à ré e uma à meia-nau. O armamento secundário era de dezesseis canhões Marco XI de 152 milímetros em casamatas, dois canhões antiaéreos de 76 milímetros e quatro canhões de 47 milímetros. Também foi equipado com quatro tubos de torpedo submersos de 533 milímetros. Seu cinturão principal de blindagem tinha de 102 a 229 milímetros de espessura. O convés tinha de 25 a 102 milímetros, enquanto as anteparas tinham de 76 a 114 milímetros. As torres de artilharia tinham laterais de 254 milímetros e tetos de 76 a 102 milímetros, ficando em cima de barbetas de 102 a 254 milímetros. A torre de comando tinha laterais de 280 milímetros.

## Carreira

### Construção

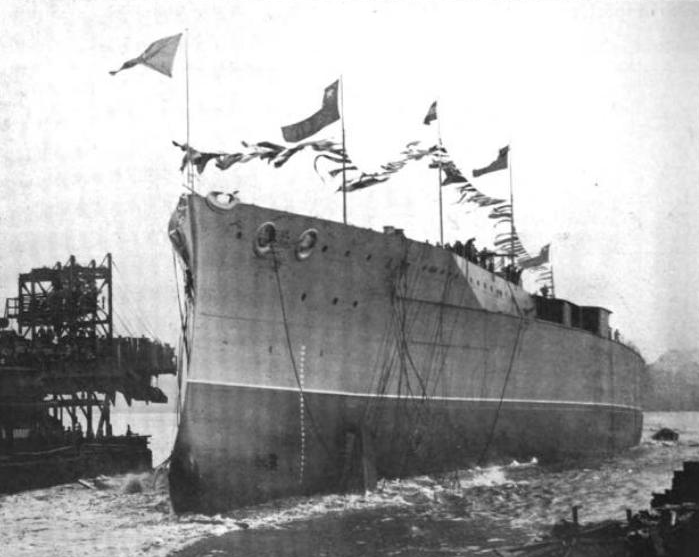
Lançamento do Almirante Latorre

O Congresso Nacional do Chile aprovou em 6 de julho de 1910 uma lei destinando quatrocentas mil libras anualmente à Armada do Chile para a construção de dois couraçados, que se tornariam o Almirante Latorre e o Almirante Cochrane, mais seis contratorpedeiros e dois submarinos. O contrato de construção foi firmado em 2 de julho de 1911 com os estaleiros britânicos da Armstrong Whitworth em Newcastle upon Tyne. O Almirante Latorre foi oficialmente encomendado em 2 de novembro de 1911 e seu batimento de quilha ocorreu no dia 27 do mesmo mês, tornando-se o maior navio construído pela Armstrong Whitworth até então.
Foi relatado no início de novembro de 1913 que a Grécia tinha chegado a um acordo para a compra do Almirante Latorre por conta de um temor de guerra contra o Império Otomano, porém nenhum acordo foi realmente selado, apesar da opinião crescente dentro do Chile de que o país deveria vender um ou os dois couraçados. O navio foi lançado ao mar em 27 de novembro de 1913 durante uma elaborada cerimônia que teve a presença de vários dignitários e foi presidida por Agustín Edwards Mac-Clure, o embaixador chileno no Reino Unido. O Almirante Latorre foi batizado por Olga Budge de Edwards, a esposa do embaixador.

### Serviço britânico

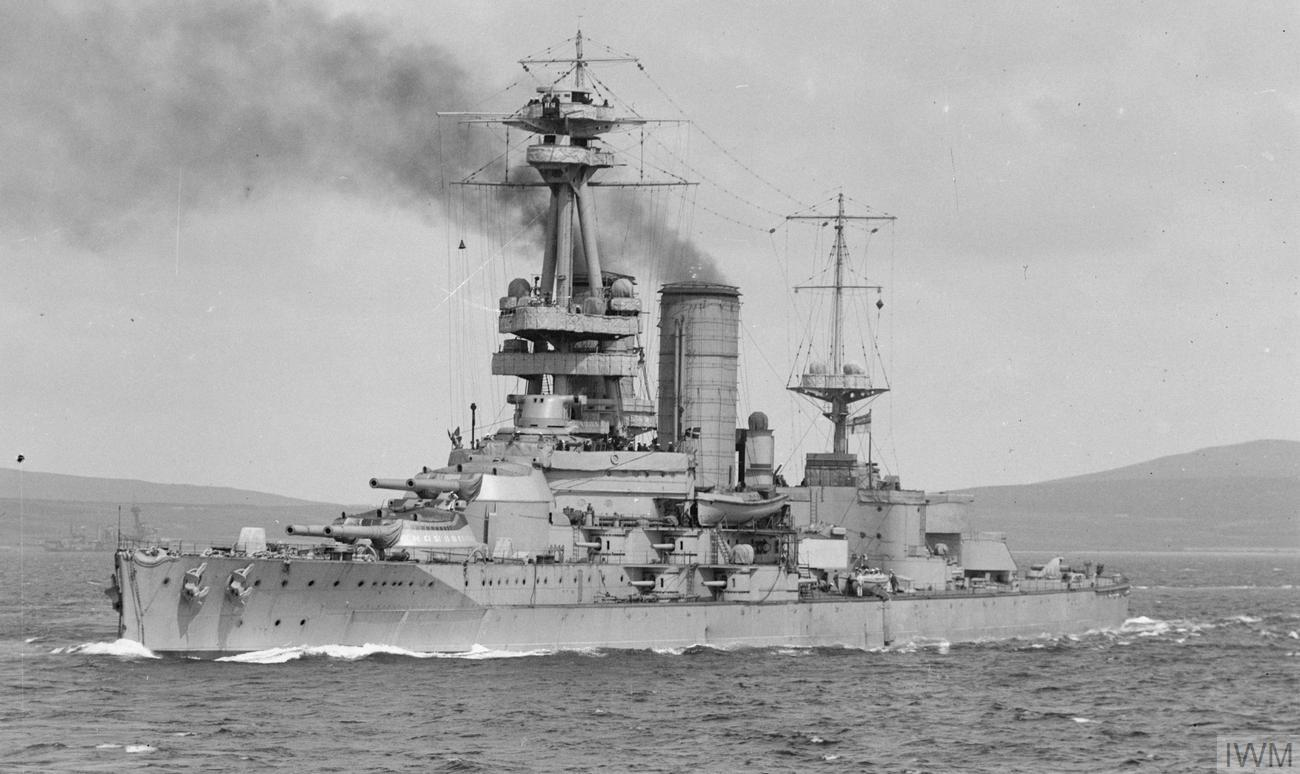
O Canada durante a guerra

A Primeira Guerra Mundial começou em agosto de 1914 e o Almirante Latorre foi comprado pelo Reino Unido em 9 de setembro. Ele não foi tomado à força como outros navios para marinhas estrangeiras que estavam em construção em estaleiros britânicos, como os couraçados otomanos Reşadiye e Sultan Osman-ı Evvel, porque o Reino Unido dependia do nitrato de sódio chileno para suas munições, assim manter a condição de "amigo neutro" do Chile era de importância vital para os britânicos. A embarcação foi renomeada para HMS Canada e ligeiramente modificada para serviço na Marinha Real Britânica. A ponte de comando foi removida em favor de duas plataformas abertas, enquanto um mastro foi adicionado entre as chaminés para suportar um guindaste para lançar escaleres. Sua equipagem foi finalizada em 20 de setembro de 1915, sendo comissionado em 15 de outubro.
Foi inicialmente designado para integrar a 4ª Esquadra de Batalha da Grande Frota. O Canada esteve presente na Batalha da Jutlândia, travada entre 31 de maio e 1º de junho de 1916. Disparou ao todo 42 projéteis de 356 milímetros e 109 de 152 milímetros no decorrer do confronto, não tendo sofrido danos ou baixas. Disparou duas salvas contra o incapacitado cruzador rápido alemão SMS Wiesbaden às 18h40min, enquanto às 19h20min disparou cinco salvas contra um navio não identificado. Também disparou sua bateria secundária contra barcos torpedeiros inimigos às 19h11min.
Foi transferido para a 1ª Esquadra de Batalha pouco depois da batalha em 12 de junho. Foi equipado entre 1917 e 1918 com telêmetros e mostradores de alcance melhores, enquanto dois de seus canhões de 152 milímetros foram removidos porque costumavam sofrer danos quando a torre de artilharia de meia-nau era disparada. Plataformas para lançamento de hidroaviões foram adicionadas no topo da segunda e quarta torres de artilharia. O Canada foi colocado na reserva em março de 1919.

### Serviço chileno

#### Primeiros anos
O Chile começou a procurar depois do fim da guerra por navios a fim de fortalecer sua frota. O Reino Unido ofereceu várias das suas embarcações excedentes, incluindo os dois cruzadores de batalha sobreviventes da Classe Invincible. As notícias de que o Chile poderia adquirir dois navios capitais criou um furor no país, com oficiais navais publicamente criticando tal ação e defendendo as virtudes de submarinos e aeronaves a partir de seus custos menores e desempenho durante a guerra. Outras nações sul-americanas estavam preocupadas que uma tentativa de reconquistar o título de "primeira potência da América do Sul" iria iniciar outra corrida armamentista.

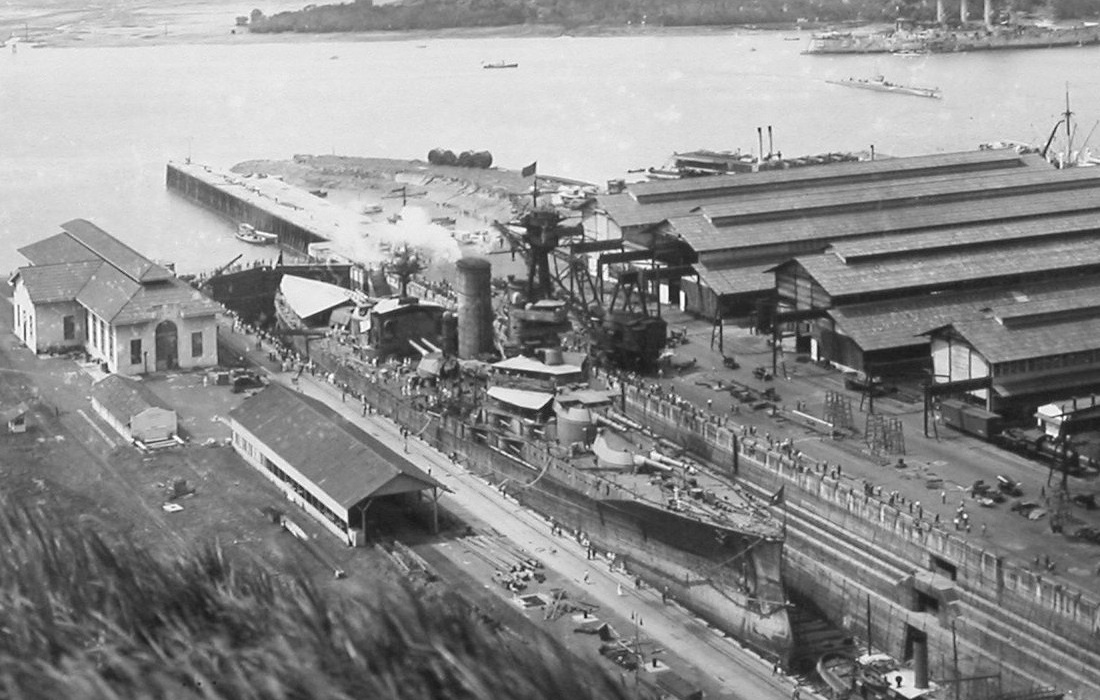
O Almirante Latorre em uma doca seca em Balboa em 17 de janeiro de 1921

O país acabou comprando apenas o Canada e quatro contratorpedeiros em abril de 1920, todos os quais tinham sido encomendados pelo Chile e comprados pelo Reino Unido depois do início da guerra. O custo total dos cinco navios foi menos de um terço daquilo que o Chile pagaria pelo mesmo couraçado em 1914. O Canada foi renomeado de volta para Almirante Latorre e formalmente entregue ao governo chileno em 27 de novembro de 1920. Deixou Plymouth no mesmo dia junto com dois dos contratorpedeiros, Riveros e 	Almirante Uribe, sob o comando do vice-almirante Luis Gómez Carreño. Chegaram no Chile em 20 de fevereiro de 1921, sendo recebidos pelo presidente Arturo Alessandri. O couraçado foi em seguida designado a capitânia da Armada do Chile.
O Almirante Latorre foi frequentemente usados em funções presidenciais. Ele transportou Alessandri para a área afetada pelo Terremoto de Vallenar em novembro de 1922, também transportando suprimentos de emergência para a população. O Chile tinha apenas o Almirante Latorre, um cruzador e cinco contratorpedeiros em serviço ativo em 1923, deixando o país atrás de Brasil e Argentina, que ambos tinham dois couraçados em serviço. Além disso, o país não tinha cruzadores modernos para acompanhar a capitânia. O Almirante Latorre transportou o presidente novamente em 1924 para uma visita a Talcahuano, onde seria inaugurada uma nova doca seca. Uma junta militar foi deposta em março de 1925 e Alessandri, de volta ao poder, acompanhou uma revista naval em Valparaíso a bordo do couraçado; ele fez um discurso a bordo para oficiais navais garantindo que seu novo governo era "para todos os chilenos e não partidário em sua inspiração". O presidente recepcionou Eduardo, Príncipe de Gales, no Almirante Latorre em setembro. Essa visita causou agitações e marcou o início de negociações para uma missão naval britânica, que chegou no ano seguinte.
O navio foi para o Reino Unido em 1929 para passar por uma modernização no Estaleiro Real de Devonport. Zarpou em 15 de maio e atravessou o Canal do Panamá nove dias depois. Reabasteceu em Port of Spain, em Trinidad e Tobago, em 28 de maio e seguiu pelo Oceano Atlântico, passando pelos Açores e chegando em Plymouth em 24 de junho. As principais alterações incluíram a reconstrução da ponte de comando, atualização do sistema de controle de disparo da bateria principal para padrões modernos, adição de um sistema de controle para a bateria secundária e substituição das turbinas a vapor. Um novo mastro também foi adicionado entre as chaminés, bem como redes antitorpedo e novas armas antiaéreas. Os trabalhos demoraram dois anos e o Almirante Latorre partiu de volta para Valparaíso em 5 de março de 1931, chegando em 12 de abril. Dois rebocadores de 34 toneladas foram comprados para uso nos portos de Valparaíso e Punta Arenas e foram levados para o Chile no convés do couraçado durante essa viagem.

#### Motim de 1931

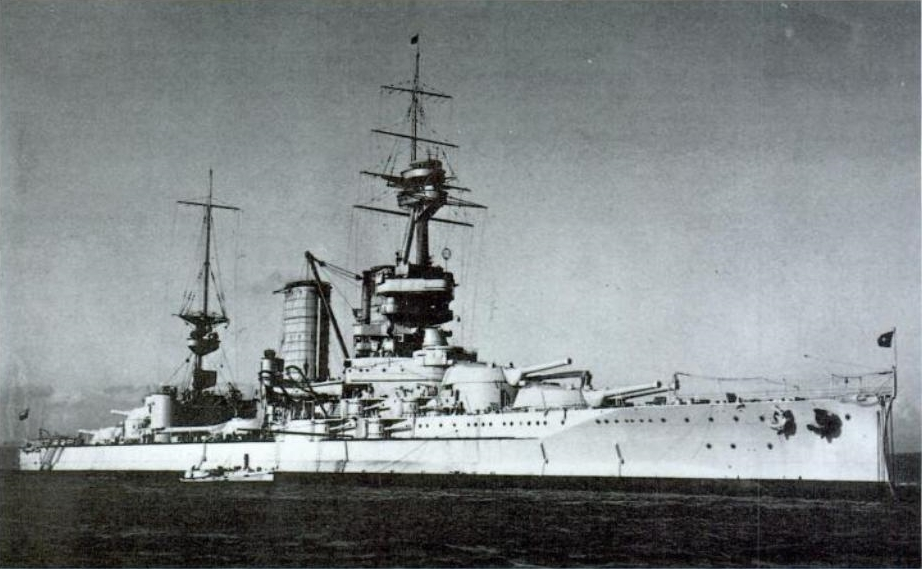
O Almirante Latorre na década de 1930

O autoritário presidente Carlos Ibáñez del Campo foi removido do cargo em julho de 1931 e isto trouxe um otimismo para o Chile, mas o país não conseguiu superar as dificuldades econômicas da Grande Depressão, com os salários de funcionários públicos ganhando acima de três mil pesos anualmente sendo cortados de doze a trinta por cento com o objetivo de reduzir os gastos governamentais. Isto causou uma grande reação especialmente nos marinheiros chilenos, que já tinham sofrido uma redução de dez por cento nos salários e uma perda de cinquenta por cento em bônus de serviço no estrangeiro. Vários tripulantes do Almirante Latorre, todavia nenhum oficial, se reuniram em 31 de agosto e decidiram que um motim era o melhor caminho a ser seguido nessa situação.
Os tripulantes subalternos do couraçado, do cruzador blindado O'Higgins, de sete contratorpedeiros e alguns submarinos em Coquimbo tomaram o controle de suas embarcações pouco depois da meia-noite de 1º de setembro enquanto muitos dos outros tripulantes estavam em um torneio de boxe em La Serena. Os amotinados aprisionaram os oficiais, em sua maior parte sem conflito, garantindo o controle dos navios até às 2h00min. Elegeram um comitê, o Estado-Maior da Tripulação, para assumir o controle do motim. Uma mensagem foi enviada ao Ministério da Marinha às 16h55min declarando que estavam agindo por conta própria, não tendo apoio de qualquer partido político ou insurgentes comunistas. Eles pediram para que seus salários fossem restaurados e que aqueles que levaram o Chile para uma recessão fossem punidos, mas também afirmaram que não usariam força para alcançarem seus objetivos.
Os amotinados enviaram ao governo uma mensagem mais "sofisticada" pouco antes da meia-noite do dia 2, listando doze exigências. Enquanto isso, mais ao sul, marinheiros subalternos na principal base naval em Talcahuano também se juntaram ao motim, tomando vários navios. Vários destes navegaram para o norte para se juntarem aos outros rebeldes, enquanto dois cruzadores e alguns contratorpedeiros e submarinos ficaram para protegerem a base. Outras instalações também se juntaram à revolta, incluindo o Segundo Grupo Aéreo em Quintero. Com tantos focos rebeldes, temeu-se que vários dos trabalhadores desempregados também se juntassem aos amotinados.
O governo tentou pedir ajuda dos Estados Unidos na forma de uma intervenção militar ou materiais bélicos, mas isto foi negado publicamente e em particular. O presidente interino Manuel Trucco, não querendo que a população achasse que suas políticas eram parecidas com as de Ibáñez del Campo, preferiu uma reconciliação. Ele enviou o contra-almirante Edgardo von Schroeders para negociar. Os dois lados se encontraram a bordo do Almirante Latorre e Schroeders, percebendo uma possível divisão entre marinheiros bravos por seus salários contra aqueles com objetivos mais políticos, tentou dividi-los nessa linha para que se rendessem. Entretanto, a questão não foi resolvida naquele momento por causa de um pedido da frota amotinada vinda de Talcahuano para que esperassem antes de firmar qualquer acordo, assim Schroeders voltou para Santiago.
A frota de Talcahuano chegou no porto de Coquimbo em 4 de setembro, porém a situação da revolta nesta altura tinha piorado: todos os ganhos em terra dos amotinados foram retomados por forças governamentais, deixando apenas a frota ainda sob o controle dos rebeldes. Um ataque aéreo foi realizado no dia seguinte. O único dano foi infligido ao submarino H4, que foi incapaz de mergulhar, mas pelo menos uma bomba caiu a menos de cinquenta metros do Almirante Latorre. Esse ataque, apesar dos danos ínfimos, quebrou o espírito dos amotinados e eles rapidamente ofereceram o envio de uma delegação a Santiago para negociar, porém o governo negou, estando em melhor posição por conta das vitórias em terra. O motim transformou-se em uma grande discussão e anarquia, com navios zarpando por conta própria para Valparaíso. O Almirante Latorre foi para a Baía de Tongoy com o cruzador protegido Blanco Encalada. Sete tripulantes foram sentenciados a morte, mas isto depois reduzido para prisões perpétuas.

#### Fim de carreira

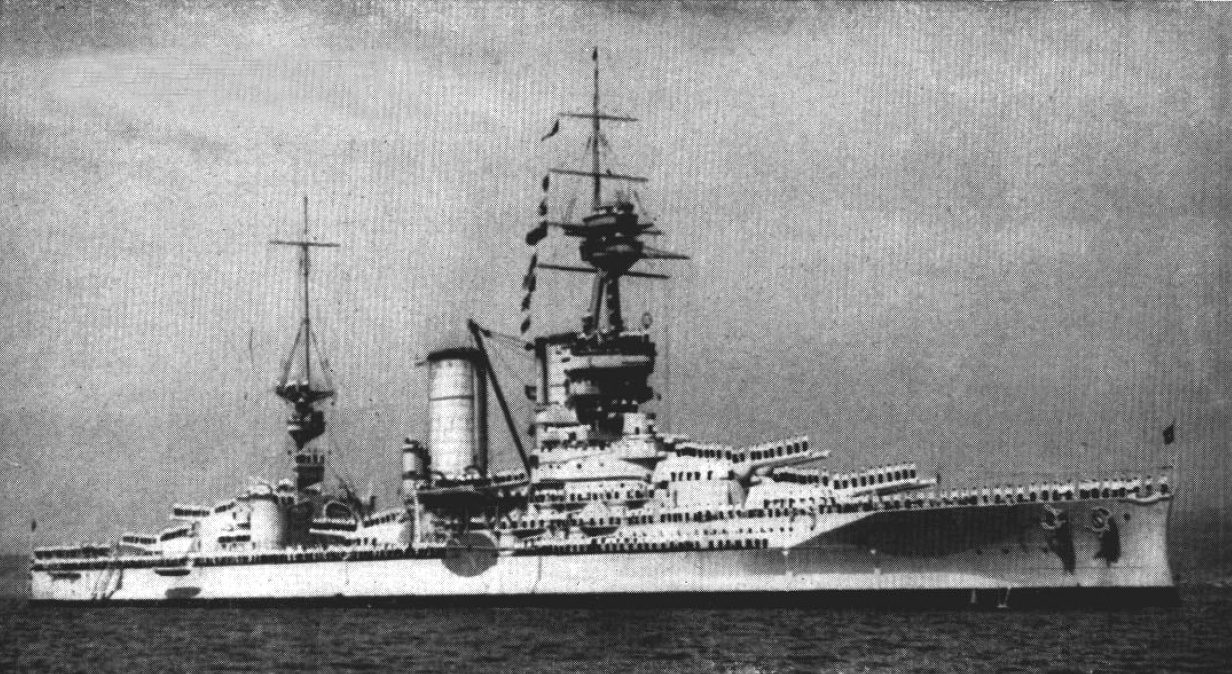
O Almirante Latorre em 1948

O Almirante Latorre foi desativado em Talcahuano em janeiro de 1933 para reduzir os gastos governamentais ainda em meio à Grande Depressão, com apenas uma tripulação mínima sendo designada para cuidar do navio no restante da década de 1930. Passou por reformas em 1937 em Talcahuano em que a catapulta de hidroaviões foi removida e mais armas antiaéreas instaladas. O navio nunca foi completamente modernizado e assim, na época da Segunda Guerra Mundial, sua bateria principal tinha um alcance relativamente curto e sua proteção de blindagem era totalmente inadequada. Mesmo assim, compradores afiliados com a União Soviética consideraram fazer uma oferta pela compra do navio. O governo dos Estados Unidos, após o Ataque a Pearl Harbor em dezembro de 1941, entrou em contato com o adido naval chileno e com o vice-almirante liderando a missão naval chilena nos Estados Unidos com o objetivo de comprar o Almirante Latorre e vários contratorpedeiros para fortalecer a Marinha dos Estados Unidos. Essas ofertas foram recusadas, com o couraçado sendo usado em patrulhas de neutralidade pelo decorrer do conflito.
Um acidente na sala de máquinas em 1951 matou três tripulantes, com o navio sendo depois disso deixado ancorado inativo em Talcahuano servindo como um depósito flutuante de óleo combustível. O Almirante Latorre foi definitivamente descomissionado em outubro de 1958 e vendido em fevereiro do ano seguinte para a japonesa Mitsubishi Heavy Industries por 881 110 dólares para ser desmontado como sucata. Deixou o Chile rebocado pelo rebocador Cambrian Salvos em 29 de maio diante de saudações de toda frota, chegando em Yokohama no Japão no final de agosto, porém o processo de desmontagem demorou um pouco para começar.